# San Miguel Xoxtla
San Miguel Xoxtla là một đô thị thuộc bang Puebla, México. Năm 2005, dân số của đô thị này là 10664 người.